# N's
N's（えぬず）は、電撃文庫原作のメディアミックス作品『乃木坂春香の秘密』のアニメ版の主要登場キャラクターに声を充てた女性声優5人によるユニット。声優名を含めて表記する場合は「N's（能登麻美子×後藤麻衣×清水香里×植田佳奈×佐藤利奈）」となる。

## メンバー
| 声優       | キャラクター | 備考         |
| ---------- | ------------ | ------------ |
| 能登麻美子 | 乃木坂春香   |              |
| 後藤麻衣   | 乃木坂美夏   |              |
| 清水香里   | 桜坂葉月     |              |
| 植田佳奈   | 七城那波     |              |
| 佐藤利奈   | 天宮椎菜     |              |
| 生天目仁美 | 綾瀬ルコ     | 2012年に加入 |

## 概要
テレビアニメ『乃木坂春香の秘密』の放送に際して、期間限定ユニットとして結成。当初はNoGizaka 5の略で「NG5」と命名される予定であったが、同名の声優ユニットがかつて存在したため「N's」となった。ユニット名「N's」の「N」とは、作品名の『乃木坂春香の秘密』であるが、のちにWEBラジオ『乃木坂美夏の麻衣ふぇあれいでぃお!』にて「の○○○○を愛でる会（○をうめると乃木坂春香、能登麻美子になる）」の意味とされた。また、生天目仁美が「N's」に対して愚痴を言った際には、メンバーの機転により、「N'sのNはなば（生天目）のものだよ。」と説得した。
「ひとさしゆびクワイエット!」のレコーディングでは、最初に歌った植田佳奈のデモを参考に他のメンバーが歌ったものが「歌いやすかったから」ということで採用されており、清水香里が最初に歌ったこともあるが、この時の清水の歌声のテンションが高かったために歌いづらかったとメンバーは話している。
基本的には同じく『乃木坂春香の秘密』のタイアップである「姫宮みらんとチョコレートロッカーズ」（生天目仁美）とともに出演・リリースしていることが多い。
『乃木坂春香の秘密』原作第9巻にて劇中劇である「ノクターン女学院ラクロス部」のメインキャスト（能登：主人公・春琉奈役、後藤：美瑠夏役、清水：樟葉役、植田：那奈緒役、佐藤：椎乃役）によるユニット「ノクターンガールズ」として「N's」の話題が出るが第7巻やゲーム版に登場し、主人公・春香と会話している能登以外は作中には登場しない。

## 来歴
- 2008年6月28日 - ジェネオン・ユニバーサル・エンターテイメントジャパン（当時はジェネオンエンタテインメント）RONDO ROBEレーベルのイベント「RONDO ROBE 2008」で姫宮みらんとチョコレートロッカーズとともに初披露。
- 2008年7月23日 - マキシシングル『ひとさしゆびクワイエット!』発売。
- 2008年10月5日 - 東京都・秋葉原UDXにて行われた「電撃文庫創刊15周年 秋の祭典」内 乃木坂春香の秘密イベントステージに出演。
  - このステージにおいて後に「薔薇されたいっ」と発表される『乃木坂春香の秘密』の企画CDに収録される新曲の披露が行われた。
  - さらに、N'sによるオリジナルCDアルバムが冬に発売されることも告知された。
  - 同イベント内「Webラジオ『乃木坂美夏の麻衣ふぇあれいでぃお!』公開録音」オープニングで能登・清水・植田・佐藤が飛び入り[1]でゲスト出演し、パーソナリティの後藤と合わせて、N'sが集結した。
- 2008年10月8日 - 姫宮みらんとチョコレートロッカーズとともに『乃木坂春香の秘密』とは川瀬がプロデュースする『キタエリのケメコマニアックス!』第1回放送にゲスト出演。
- 2008年11月21日 - 上記の「企画CD」『乃木坂春香の秘密 ドラマCD (1) 』。
- 2008年12月10日 - この日発売された『乃木坂春香の秘密』原作第9巻にほとんど名称のみであるが、各メンバーが本編中に登場する。
- 2008年12月26日 - 『乃木坂春香の秘密 ドラマCD (2) 』発売。
- 2009年1月24日 - 東京都・IMAホールにて行われたアニメイト購入者限定販促イベント「『乃木坂春香の秘密』 “N's+姫宮みらん” ジョイントトーク&ライブ」開催。
- 2009年2月14日 - 携帯サイト『ロンドローブ★モバイル』にてアルバム『N's』より、「Non☆Stop☆ShiN's」・「White Love（SPEEDのカバー）」着うた先行配信開始。
  - 『A&G 超RADIO SHOW〜アニスパ!〜』にゲスト出演、メンバー5人のうち、後藤と佐藤は同番組初出演だった。
- 2009年2月27日 - 1stアルバム『N's』発売。
- 2009年10月3日 - 千葉県・幕張メッセ9・10ホールにて開催された「電撃キャラクターフェスティバル2009」内 乃木坂春香の秘密イベントステージに出演。
  - このステージにおいて「ひとさしゆびクワイエット!」とアニメ第2期『乃木坂春香の秘密 ぴゅあれっつぁ♪』のエンディングテーマ「秘密推奨!うるとLOVE」を披露。
- 2010年1月27日 - 2ndアルバム『Happy?』発売。
- 2010年2月28日 - 横浜ベイホールにて『「乃木坂春香の秘密」Presents N's & 姫宮みらんとチョコレートロッカーズ LIVE in YOKOHAMA〜Sweets & Happy?〜』が開催。
  - シークレットゲストは松来未祐。振付は森永理科が担当した。
- 2012年8月5日 - 『乃木坂春香の秘密 ふぃな～れ♪Presents N's　LIVE in TOKYO -ONE DAY SUMMER CARNIVAL!-』開催。
  - N'sの新メンバーとして生天目仁美が加わる。以後、声優名を含めて表記する場合は「N's（能登麻美子×後藤麻衣×清水香里×植田佳奈×佐藤利奈＋生天目仁美）」になる。
- 2012年10月21日 - 「ASCII MEDIA WORKS 20th Anniversary DENGEKI MUSIC LIVE!! SWEET STAGE」出演を最後に活動停止。

## シングル
|   | 発売日         | タイトル                  | 規格品番  | タイアップ                                                         |
| - | -------------- | ------------------------- | --------- | ------------------------------------------------------------------ |
| 1 | 2008年7月23日  | ひとさしゆびクワイエット! | GNCA-0115 | テレビアニメ『乃木坂春香の秘密』エンディングテーマ                 |
| 2 | 2009年10月23日 | 秘密推奨!うるとLOVE       | GNCA-0136 | テレビアニメ『乃木坂春香の秘密 ぴゅあれっつぁ♪』エンディングテーマ |

## アルバム
1. N's（2009年2月27日発売、GNCA-1217）
初回限定版の特典として、スリーブ仕様および特製ステッカー封入。
| トラック | タイトル                            | 作詞         | 作曲     | 編曲     | 備考                                                                                                   |
| -------- | ----------------------------------- | ------------ | -------- | -------- | --- |
| 1        | Non☆Stop☆ShiN's                     | くまのきよみ | 渡辺剛   | 渡辺剛   | |
| 2        | 薔薇されたいっ                      | くまのきよみ | 大久保薫 | 大久保薫 | 『乃木坂春香の秘密 ドラマCD (1) 』 （2008年11月21日発売 GNCA-1196）より。                              |
| 3        | 無敵のLOVE&PEACE!                   | くまのきよみ | 大久保薫 | 大久保薫 | シングル『ひとさしゆびクワイエット!』c/w。                                                             |
| 4        | さよならなんていわない              | くまのきよみ | 渡辺剛   | 渡辺剛   | 歌:N's starring 能登麻美子&佐藤利奈                                                                    |
| 5        | 4989 09（四苦八苦レスキュー）       | くまのきよみ | 大久保薫 | 大久保薫 | 歌:N's starring 植田佳奈&後藤麻衣&清水香里                                                             |
| 6        | ネオ･やまとなでしこ                 | くまのきよみ | 渡辺剛   | 渡辺剛   | 『乃木坂春香の秘密 ドラマCD (2) 』 （2008年12月26日発売 GNCA-1197）より。                              |
| 7        | White Love                          | 伊秩弘将     | 伊秩弘将 | 大久保薫 | SPEEDの楽曲「White Love」のカヴァー。                                                                  |
| 8        | ひとさしゆびクワイエット! -Ver.N's- | くまのきよみ | 渡辺剛   | 渡辺剛   | シングル『ひとさしゆびクワイエット!』表題曲。 ほぼ原曲そのままだが、間奏部分のセリフが変更されている。 |

2. Happy?（2010年1月27日発売、GNCA-1237）
| トラック | タイトル                       | 作詞         | 作曲     | 編曲     | 備考                                                        |
| -------- | ------------------------------ | ------------ | -------- | -------- | ----------------------------------------------------------- |
| 1        | クリスマスをやめないで!        | くまのきよみ | 大久保薫 | 大久保薫 |                                                             |
| 2        | ミラクルTRIAL!                 | くまのきよみ | DY-T     | 南俊介   | シングル『秘密推奨!うるとLOVE』c/w。                        |
| 3        | ス、キ、ダ、カ、ラ、ダ、カ、ラ | くまのきよみ | 大久保薫 | 大久保薫 | 歌:N's starring 植田佳奈&後藤麻衣                           |
| 4        | キライ…10％                    | くまのきよみ | 若林充   | 渡辺剛   | 歌:N's starring 能登麻美子&佐藤利奈&清水香里                |
| 5        | Love Wing                      | 及川眠子     | 都志見隆 | 渡辺剛   | アイドル防衛隊ハミングバードの楽曲「Love Wing」のカヴァー。 |
| 6        | 秘密推奨!うるとLOVE            | くまのきよみ | 三浦誠司 | 三浦誠司 |                                                             |

## その他の楽曲
アレンジ・バージョン
- ひとさしゆびクワイエット! feat.乃木坂春香（編曲：柳田しゆ）
- ひとさしゆびクワイエット! feat.乃木坂美夏（編曲：You-Two）
- ひとさしゆびクワイエット! feat.天宮椎菜（編曲：electro SQ <Style-Jam>）
- ひとさしゆびクワイエット! feat.桜坂葉月&七城那波（編曲：二宮直樹）
- ひとさしゆびクワイエット!（TV-Size Version）